# Roscoelita
La roscoelita és un mineral de la classe dels silicats, que pertany al grup de les miques. Rep el seu nom de Sir Henry Enfield Roscoe (1833-1915), químic anglès, especialment conegut pels primerencs treballs sobre el vanadi i els seus estudis fotoquímics.

## Característiques
La roscoelita és un silicat de fórmula química K(V3+,Al)₂(AlSi₃O10)(OH)₂. Cristal·litza en el sistema monoclínic. La seva duresa a l'escala de Mohs és 2,5.
Segons la classificació de Nickel-Strunz, la roscoelita pertany a «09.EC - Fil·losilicats amb plans de mica, compostos per xarxes tetraèdriques i octaèdriques» juntament amb els següents minerals: minnesotaïta, talc, wil·lemseïta, ferripirofil·lita, pirofil·lita, boromoscovita, celadonita, chernykhita, montdorita, moscovita, nanpingita, paragonita, tobelita, aluminoceladonita, cromofil·lita, ferroaluminoceladonita, ferroceladonita, cromoceladonita, tainiolita, ganterita, annita, ephesita, hendricksita, masutomilita, norrishita, flogopita, polilitionita, preiswerkita, siderofil·lita, tetraferriflogopita, fluorotetraferriflogopita, wonesita, eastonita, tetraferriannita, trilitionita, fluorannita, xirokxinita, shirozulita, sokolovaïta, aspidolita, fluoroflogopita, suhailita, yangzhumingita, orlovita, oxiflogopita, brammal·lita, margarita, anandita, bityita, clintonita, kinoshitalita, ferrokinoshitalita, oxikinoshitalita, fluorokinoshitalita, beidel·lita, kurumsakita, montmoril·lonita, nontronita, volkonskoïta, yakhontovita, hectorita, saponita, sauconita, spadaïta, stevensita, swinefordita, zincsilita, ferrosaponita, vermiculita, baileyclor, chamosita, clinoclor, cookeïta, franklinfurnaceïta, gonyerita, nimita, ortochamosita, pennantita, sudoïta, donbassita, glagolevita, borocookeïta, aliettita, corrensita, dozyïta, hidrobiotita, karpinskita, kulkeïta, lunijianlaïta, rectorita, saliotita, tosudita, brinrobertsita, macaulayita, burckhardtita, ferrisurita, surita, niksergievita i kegelita.

## Formació i jaciments
Va ser descoberta a la mina Stuckslager, a la localitat de Coloma, al districte homònim del comtat d'El Dorado, a Califòrnia, Estats Units. Ha estat descrita en gairebé tres-cents jaciments d'arreu del planeta. Als territoris de parla catalana se n'ha trobat a la mina Eureka, situada a la localitat de Castell-estaó, a la comarca del Pallars Jussà, a la província de Lleida.